# 13222 Ichikawakazuo
13222 Ichikawakazuo (1997 OV2) là một tiểu hành tinh vành đai chính được phát hiện ngày 27 tháng 7 năm 1997 bởi T. Okuni ở Nanyo.